# Club Atlético Atlanta
Maillots
Dernière mise à jour : 13 avril 2024.
Le Club Atlético Atlanta est un club argentin de football basé à Buenos Aires.

## Palmarès
- Copa Suecia : 1

1960
- Primera B : 2

1956, 1983
- Primera B Metropolitana : 2

1994-95, 2010-11

## Anciens joueurs

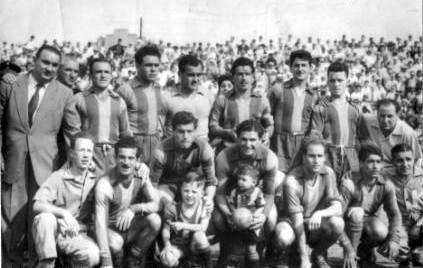
L'équipe de l'Atlanta qui remporte le titre de Primera B en 1956.

| - Luis Artime - Juan Burgueño - Hugo Gatti - Juan Gómez Voglino - Martín Herrera - Santiago Hirsig - Guido Milán | - Ramón Muttis - Fernando Paternoster - Adolfo Pedernera - Leonardo Ramos - José Soriano - Domingo Tarasconi - Alberto González |